# Les Faucons de l'orage
 (août 2024).
Si vous disposez d'ouvrages ou d'articles de référence ou si vous connaissez des sites web de qualité traitant du thème abordé ici, merci de compléter l'article en donnant les références utiles à sa vérifiabilité et en les liant à la section « Notes et références ».
Pour les articles homonymes, voir Storm et Hawks.
Les Faucons de l'orage, ou Storm Hawks, les seigneurs du ciel au Québec (Storm Hawks) est une série télévisée d'animation canadienne en 52 épisodes de 22 minutes créée par Asaph Fipke, réalisée par Nerd Corps Entertainment, diffusée depuis le 25 mai 2007 sur Cartoon Network et depuis le 8 septembre 2007 jusqu'au 6 avril 2009 sur YTV.
En France, elle est diffusée à partir du 21 juillet 2007 sur France 3 dans l'émission Toowam, sur Cartoon Network à partir du 23 février 2008, sur Boing en 2011 ainsi que sur M6 dans M6 Kid. Au Québec, elle est diffusée à partir du 27 août 2007 sur VRAK.TV.

## Synopsis
Cinq adolescents et un chien-lapin luttent, à l'aide de motos qui se transforment en avions et de cristaux d'énergie, contre l'empire cyclonien qui veut reconquérir l'Atmos, un monde essentiellement constitué d'air et de terras, des îles de terre qui flottent dans les airs.

### Résume
Storm Hawks se déroule dans un monde fictif appelé Atmos, un monde en grande partie montagneux composé de masses terrestres dispersées et imposantes en forme de plateau connues sous le nom de terras. Juste en dessous des terras se trouvent les Terres Désolées, la zone la plus dangereuse d'Atmos, avec des feux infernaux et des créatures méchantes. En raison de la géographie, les voyages dépendent principalement du vol. La technologie d'Atmos est basée sur des cristaux générateurs d'énergie, utilisés pour alimenter les différents appareils de la série. Les escadrilles d'Atmos patrouillent dans le ciel, des groupes de guerriers qui pilotent des véhicules de type motocyclette appelés Skimmers qui peuvent se semi-transformer en machines volantes. Chaque escadrille est dirigé par un Seigneur du ciel et ces guerriers sont vaguement gérés par le Conseil des Seigneurs du Ciel.
Dans la trame de fond de la série, une dirigeante maléfique nommée Maîtresse Cyclonis et ses serviteurs, les Cycloniens, ont menacé Atmos. Les Storm Hawks d'origine ont mené les escadrilles dans une guerre contre eux, mais ont été trahis et vaincus par l'un des leurs (plus tard connu sous le nom de Dark Ace). Dix ans plus tard, les personnages principaux de la série tombent sur l'épave du transporteur des Storm Hawks, le Condor, et prennent officieusement le nom de Storm Hawks dans l'espoir de devenir eux-mêmes Seigneurs du ciel, même s'ils ne sont pas assez vieux pour voler légalement. le véhicule. Cependant, leur jeunesse bat leur ambition, car ni leurs amis ni leurs ennemis ne les prennent au sérieux à cause de cela.
Cela change lorsqu'ils sont mis en conflit avec une nouvelle Maîtresse Cyclonis, petite-fille du précédent. Parmi ses partisans se trouvent le Dark Ace, l'homme qui a trahi les Storm Hawks originaux et sert maintenant Cyclonis comme son bras droit; Snipe, un homme fort maniant une masse avec un penchant pour briser les choses; et la sœur de Snipe, Ravess, un archer qui amène toujours des hommes de main jouant du violon dans la bataille pour la musique à thème.

## Distribution

### Voix anglaises
- Samuel Vincent : Aerrow, Dark Ace, Spitz
- Matt Hill : Finn
- Colin Murdock : Junko, Snipe, Hoerk
- Chiara Zanni : Piper
- Scott McNeil : Stork, Repton, Leugey, Advisor, Harrier, Steward, Blister, Arygyn, King Agar, Project Commander, Walder, Eyeball, Tritonn, Davey Digger et Rinjiin
- Lenore Zann : Maîtresse Cyclonis
- Cathy Weseluck : Ravess
- Nicole Oliver : Starling, Suzy-Lu
- Peter Cullen : Lightning Strike
- Mark Oliver : Mr Boss

### Voix françaises
- Pascal Germain : Dark Ace[1]
- Yann Pichon : Junko[1]
- Alexandre Nguyen : Aerrow[1]
- Benoît Du Pac : Finn[1]
- Christine Pâris : Ravess
- Olivia Dutron : Cyclonis et Suzy-Lu[1]
- Bérangère Jean : Piper[1]
- Taric Mehani : Stork[1]
- Éric Peter : Repton[1]
- Philippe Roullier : Wren et divers personnages
- Caroline Mozzone : Lynn
- Olivier Jankovic : Wadler
- Serge Noël : Zero Absolu
- François Creton : Rex, Spitz
- Thierry Bourdon : Carver
- Alexandre Aubry : Cyclonien
- Jean-Pierre Jacovella : Cyclonien
- Adrien Solis : Jongleur

## Personnages

### Les Storm Hawks
L'escadron Storm Hawks se compose de six membres:
- Aerrow : aussi vif que l'éclair, âgé de 14 ans, il est déjà l'un des plus talentueux des seigneurs du ciel de tout l'Atmos. En tant que chef des Storm Hawks il ne connaît pas la peur et reste optimiste même lorsqu'il s'engouffre aux côtés de son équipe dans les plus profonds vortex et gouffres. C'est le dernier descendant de la lignée des valeureux Storm Hawks. Il a les cheveux rouges et des yeux verts foncé. Il a comme armes deux petites épées à énergie qui utilisent des cristaux bleus rares. Il dispose comme avion de l'Air Skimmer III Ultra, très résistant mais qui a dû sacrifier de la vitesse et de la maniabilité pour épaissir le métal de l'avion. Il est équipé de réacteurs Nimbus 7 avec une combustion de cristaux spéciaux un peu plus bruyante que l'Air Skimmer III standard.

- Radarr : c'est le fameux et loyal copilote d'Aerrow. Il est toujours là lorsque Aerrow perd la boule il le ramène à la raison chaque fois qu'il le faut. Entre chien et lapin, ce petit animal est de grande aide à Aerrow. Il a sept ou huit ans. Il est bleu avec des yeux jaunes.

- Piper : elle a 14 ans. Elle parle cinq langues, aime dessiner, et connaît les cristaux sur le bout de ses doigts. Elle est l'agent furtif de toute l'équipe. Mais ce qu'elle préfère par-dessus tout, c'est élaborer des plans, étudier des cristaux et passer du bon temps avec ses amis. Elle a les cheveux bleus et des yeux noisette. Elle a un héli-scooter qui est moins polluant que les avions.

- Junko : il a 16 ans. C'est un Torgnole, une espèce d'homme-rhinocéros. Bien qu'il soit doté d'un physique de brute, il peut tout à fait être calme et zen. Avec sa force surhumaine, il est un membre obligatoire pour l'équipe. Il est allergique aux Naufrageurs et aux Requins volants. Quand il éternue, il peut projeter n'importe qui loin à cause du vent qu'il crée. Il utilise comme arme une paire de broyeurs familiaux semblables à des poings américains. Il a un avion Air Skimmer III EL (diesel) équipé de missiles à têtes chercheuses. Il est beaucoup moins rapide et maniable que l'Air Skimmer III standard de Finn à cause des options qu'il a rajouté. Il est propulsé par des réacteurs Nimbus 7 très bruyants.

- Finn : il a 15 ans. Le tireur d'élite, le plus grand de tout l'Atmos selon lui. C'est un grand voltigeur et un énorme vantard. Frimeur, il essaie toujours de plaire aux filles, il leur fait des clins d'œil et leur dit des choses comme « salut poupée ». Ce qu'il aime le plus, c'est les belles blondes aux yeux bleus qui le caressent. En gros, il se prend pour un tombeur. Il essaie, partout où il passe, d'être le meilleur toute catégorie. Bien que tout ceci ne soit pas très bien, il tire l'équipe de pas mal de galères. De plus, il fait du surf. Il sert en même temps de maintenance (concierge et un peu de mécanique). Dans beaucoup d'épisodes, il se fait couper son avion en deux mais quand il est tout seul face à l'ennemi, il peut être un excellent combattant. Il dispose comme arme une arbalète à énergie longue portée à rechargement automatique qui tire des flèches explosives. Il dispose comme avion un Air Skimmer III standard, beaucoup plus rapide et maniable que celui d'Aerrow mais vraiment moins résistant. Il est équipé de réacteurs Nimbus 7 à combustion standard qui ont été désignés pour faire le moins de bruit possible. Il a une arbalète rétractable dans le nez de l'avion.

- Stork : le pilote. D'origine Merb, il est presque toujours pessimiste et calcule toujours au millième près les risques courus par l'équipe. Il passe la moitié de son temps à créer des gadgets plus ou moins utiles. Il peut fabriquer un deux-roues à décollage vertical et à moteur à turbo-injections en quelques secondes. Talentueux pilote, il peut même ne pas se faire toucher par plein de destroyers cycloniens qui le poursuivent en lui tirant dessus. Extrêmement paranoïaque, il prend les choses pour le désespoir. Il est un expert de la gorge noire. Il a la peau verte, les cheveux noirs et longs, et des yeux jaunes. Il est allergique au chocolat.

### Autres escadrilles de Seigneurs du ciel
- Zeros Absolus : ils sont l'escadrille de Terra Blizzaris. Ce sont des lapins-coyotes humanoïdes qui adorent les sports hivernaux. Ils pilotes des Ice Grinders, qui ressemblent à des motos-neige. Ils parlent tous avec des accents canadiens stéréotypés; ils utilisent le mot "Eh" à la fin de la plupart des phrases.
- Ducs De Rex : ils sont l'escadrille de Terra Rex. Le tout premier seigneur du ciel était un Duc De Rex. Ils sont ultra-traditionnels et respectent le Code à la lettre. Ils pilotent des Air Skimmers classics. Mais ils ne sont pas très bons : ils utilisent les vielles techniques et se sont fait battre facilement par Dark Ace. Connus pour être obsédés par l'honneur, l'entraînement et les duels, les Ducs de Rex parlent tous avec un accent britannique stéréotypé.
- Aigles Rouges : ils sont les défenseurs de Terra Atmosia. Ils sont considérés comme la meilleure escadrille de tout l'Atmos. Enfin, avant que leur chef (Carver) ne trahisse son escadrille et ne tente de voler le cristal d'aurore pour Cyclonia.
- Starling : c'est une Intercepteur, c'est la seule survivante de cette escadrille, qui s'est fait anéantir par les Raptors. Elle est très habile avec ses nunchakus. Elle est capable de vaincre le chef des Raptors et de récupérer le bouclier de son clan dans l'épisode 8. Pour certaines de ses missions, elle fait appel aux Storm Hawks dont elle forme en quelque sorte le septième membre.
- Princesses de l'air : c'est une escadrille de femmes. Elles semblent être basées sur des Amazoniens et des guerrières tribaux. Ils portent tous des fourrures et de la peinture de guerre, leurs écumoires étant également peintes de marques tribales. Ils ont été vus brandissant de longues épées énergétiques dentelées, alimentées par des cristaux bleus. Elles sont les défenseuses de Terra Amazonia.
- Vikings : Des gars à l'apparence nordique, assez idiots, ils se sont fait échanger des pièces pour la course dans le neuvième épisode. Finn leur a échangé deux tuyaux rouillés contre deux réacteurs flambant neufs et ensuite une spatule contre une roue à dents. Ils sont les défenseurs de Terra Blusteria.
- Third Degree Burners : L'escadrille de Terra Sahar. Ils sont les organisateurs de la course dans l'épisode 9 et Finn parie avec leur chef qu'Aerrow repartira avec le crystal... Ils parlent avec un accent australien notable et sont le plus petit escadron Seigneur du Ciel connu à ce jour, avec seulement trois membres.
- Neck Deeps : L'escadrille de Terra Aquinos. Leur vaisseau le Skyquod s'était fait avaler par le Léviathan, mais l'escadrille s'est reformée à la suite de leur libération des entrailles du monstres par les Storm Hawks souhaitant récupérer Radarr et le Condor, eux aussi avalés par la Bête lors de l'épisode 18.
- Rebel Ducks : L'escadrille de Terra Gale. Ils avaient été faits prisonniers par les Cycloniens et forcés de travailler dans leurs usines mais furent libérés par les Storm hawks dans l'épisode 3.
- Ultra Dudes : Escadrille très jeune à l'inspiration « Western » fondée par Finn lors d'une mission de routine lors de l'épisode 21 de la saison 2... (Les autres Storm Hawks partant pour une mission d'infiltration, ils ne voulaient pas de Finn dans leurs pattes et l'avaient envoyé remplir une mission « sans risque ».)
- Les Vaposiens sont le nom des habitants de Terra Vapos. Les Vaposiens notables incluent le souverain de Terra Vapos, King Agar.
- Inferno Dwellers est l'escadrille des seigneurs du Ciel dirigé par Flame. Ils vivent sur Terra Molten.

### Les Cycloniens
Les Cycloniens sont les méchants de la série, leur chef est maîtresse Cyclonis.
- Maîtresse Cyclonis : âgée de 14 ans, elle est la chef des Cycloniens, elle est paranoïaque et n'a confiance qu'en son serviteur : Dark Ace. Elle passe la majorité de son temps à ses expériences de cristaux. Elle est très intelligente. Quand elle essaie de convaincre Piper de rejoindre son camp, Piper la perce à jour : Cyclonis est une fille solitaire désespérément à la recherche d'une amie. Elle bannit Ravess et Snipe et menace de détruire Repton pour ses échecs. Dans la bataille finale, après la mort de Dark Ace et la destruction de sa Terra elle s'enfuit dans l'Autre Dimension.
- Dark Ace : le commandant des buzzards, il est très intelligent, il a une longue épée et est très habile avec, il peut tirer des boules d'énergie grâce au cristal à boules d'énergie logé dans le pommeau, qui est d'ailleurs son cristal préféré (même s'il a été surpris par la puissance du cristal d'aurore), il est très attaché à son arme, c'est le seul (à part Maîtresse Cyclonis) à être capable de battre Aerrow. Ce dernier l'a d'ailleurs battu dans le premier épisode. Il n'avait auparavant perdu aucun duel et a anéanti les anciens Storm Hawks. Il a battu très facilement cinq Ducs de Rex (dont le seigneur du ciel) en moins d'une minute. Il est très courageux, même s'il doit faire face à plus puissant que lui (dans le 3e épisode, il était prêt à affronter, sans arme, en même temps Aerrow, Piper, Dove, Finn, Junko et les seigneurs de Gale, tous armés). Il est un excellent stratège qui connait toutes les formations. Dans les derniers épisodes, c'était sûrement le seul cyclonien à avoir encore la raison, Cyclonis ayant sombrée dans la folie par sa soif de pouvoir et Dark Ace contredisait souvent les ordres de sa maîtresse. Il dispose comme avion d'un Talon Switchblade Elite conçu pour rivaliser avec les meilleurs Air Skimmers, celui de Dark Ace a un blindage militaire et, à l'instar des avions cycloniens, est beaucoup plus rapide que les Air Skimmers. Il est cependant peu maniable et consomme beaucoup de carburant (bien que les buzzards contrôlent 90 % des exploitations minières de tout l'Atmos). Le Talon Switchblade Elite est propulsé par deux réacteurs Magma 66. Il meurt dans la bataille finale, tué par Cyclonis, rendue folle par sa soif de pouvoir, à cause de la surcharge de pouvoir qu'elle lui transmettait durant son duel contre Aerrow et Piper.
- Snipe : c'est une brute avec une grosse massue qui est très agressif mais complètement crétin. Dans l'épisode 49, Cyclonis ne supportant plus ses échecs le banni de Cyclonia, et il est présumé mort dans les Wastelands.
- Ravess : c'est la sœur de Snipe, elle est très habile avec son arc. Dans l'épisode 44, Cyclonis la nomme Chef Temporaire de Cyclonia, pendant qu'elle prépare son attaque finale. Mais à cause de son caractère, Ravess se fait renverser. Cyclonis la bannit à la fin de l'épisode, après qu'elle n'ai pas su garder son commandement. Elle revient dans l'épisode 47, et révèle aux Storm Hawks qu'elle n'obéit plus à Cyclonis, étant désormais sa propre maîtresse. Elle leur dit également que même si Cyclonis possède la Porte, elle a besoin de la Clé pour l'activer. Puis elle s'en va mais pas avant d'avoir déclaré aux Storm Hawks, que même si elle les a assistés elle ne les apprécie toujours pas (mais cela sous entend qu'elle les a aidés pour se venger de Cyclonis).
- Mr Moss : M. Moss est un gardien de la prison cyclonienne de Terra Zartacla. Il a une très belle moto fétiche qu'il appelle « Bessy ». Pour attaquer, il se sert d'un fouet avec lequel il peut lancer des roues à dents de scie qui peuvent couper les choses avec facilité. N'ayant pas été revu durant la bataille finale, il est présumé mort dans le 4e épisode de la seconde saison avec son second Hamish, dévoré par des Scorpions de Feu. Dans la version anglaise de l'émission, il parle avec un gros accent texan redneck.
- Hamish travaille dans la prison de Terra Zartacla et est le bras droit de M. Moss. Il est présumé mort dans la deuxième saison.
- Snivell : Snivell est le second de Ravess dans l'épisode 21 de la saison 1. Il est tué hors de l'écran quand Starling et les Storm Hawks détruisent la base de Ravess et sa nouvelle arme.
- Commandant Cyclonien : Le Commandant Cyclonien est un antagoniste récurrent. Il porte une cicatrice au visage. Participant aux deux batailles finales, il est finalement arrêté par la Résistance Torgnole.

- Les Nightcrawler sont un groupe d'élite d'assassins sous le commandement direct de Maîtresse Cyclonis. Chaque membre porte une armure noire et a une peau tout aussi foncée avec des yeux violets (à l'exception du chef d'escouade, qui a les yeux rouges). Ils manient des arbalètes énergétiques montées au poignet, sont hautement qualifiés dans le combat au corps à corps et sont bien entraînés à l'utilisation de cristaux de qualité militaire. Les Night Crawlers pilotent des skimmers noirs spéciaux qui se transforment en deltaplanes en mode vol, les roues faisant office d'hélices de levage.

### Raptors
Les Raptors sont une bande de lézards humanoïdes vicieux, pirates et voleurs coopérants avec les Cycloniens. Ils vivent sur Terra Bogaton. Mais les Raptors Scientifiques sont gentils et alliés avec les Storm Hawks.
- Repton : C'est le chef des Raptors, bon guerrier, il se sert d'une épée boomerang. Son passe-temps est de collectionner les boucliers des escadrilles qu'il a vaincu. C'est d'ailleurs lui qui a vaincu les Intercepteurs, l'escadrille de Starling. Il est très patient, très courageux, comme Dark Ace, même s'il doit faire face à plus puissant que lui, très traitre surtout et lâche. Dans l'épisode 8, on apprend de Leugey que la mère de Repton, (qui est également la mère de Leugey, Spitz et Hoerk), lui a formellement interdit de tuer ou de s'en prendre à ses frères. Dans le 49e épisode, Cyclonis voulait l'attaquer parce qu'il avait failli à sa tâche de détruire les Storm Hawks, en faisant exploser le Condor alors qu'il était vide (ses frères ayant déclenché l'explosion beaucoup trop tôt). Il est finalement vaincu par Stork et meurt en tombant dans le vide après avoir essayé de le tuer en lui lançant sa lame boomerang.
- Hoerk : Hoerk est un membre des Raptors. Il est très fort mais pas très intelligent et son vocabulaire est limité. Il est présumé mort, tué par Stork dans le 49e épisode avant que ce dernier ne s'attaque à Repton.
- Leugey : Nerveux, gentil, gros, c'est un peu le bélier du groupe, pas très intelligent (il a jeté un coffre remplit de cristaux dans un volcan du 10e épisode), il adore aussi manger. Il est présumé mort, tué par Stork dans le 49e épisode avant que ce dernier ne s'attaque à Repton.
- Spitz : Petit de taille mais intelligent et déterminé. Il est présumé mort, tué par Stork dans le 49e épisode avant que ce dernier ne s'attaque à Repton.

### Autres
- Naufrageurs : ce sont des pirates qui attaquent les vaisseaux, leur base est Terra Sans Fond. Ils sont équipés de 3 gros vaisseaux équipés de gros canons, dont 1 vaisseau principal avec des projecteurs et un sonar, les autres sont des renforts. Ils possèdent les meilleurs vaisseaux de l'Atmos grâce aux fruits de leurs pillages. L'équipage a comme armes des couteaux et le capitaine a un sabre d'abordage. Junko est allergique à ces pirates.
- Le Colonel : c'est un gangster, il a une grande collection d'objets et de nourriture exotique, son dessert préféré est le yaourt glacé.
- I.J. Domiwick : c'est un explorateur, légendaire, charmant, du moins jusqu'à il coopère avec les Cycloniens. Piper le considérait comme un dieu jusqu'à ce qu'elle ne se rende compte que se n'est qu'une fripouille avide de richesse et de pouvoir.
- Les producteurs : les producteurs, Staldorf et Walder sont deux chercheurs de talent qui ont enlevé les gens de Terra Néon pour des auditions, le tout pour se faire de l'argent. Ce ne sont que des bustes montés sur une espèces de monstre visqueux, vert et gluant avec des tentacules.
- Tynki : le neveu de Junko.
- Arygyn : le célèbre entraîneur de guerriers, gardien de l'Atmos et métamorphe.
- Rinjiin : le dernier des "Seigneur des Dragon", un groupe qui protège les dragons.
- Lynn : Elle faisait partie de l'escadrille de combat de l'Académie Talon.
- Lightning Strike : est l'ancêtre d'Aerrow. Les fans spéculent qu'il était le père d'Aerrow tandis que certains suggèrent que Lightning Strike est l'oncle d'Aerrow. Cependant, la relation exacte entre Aerrow et Lightning Strike n'est pas explicitement mentionnée dans l'émission. Il était le chef des Storm Hawks d'origine mais a été tué par le Dark Ace qui l'avait trahi.

## Terras
Il existe d'autres terres ou grottes qui ne sont pas reconnues comme Terras. La Gorge Noire en est un exemple flagrant ! C'est une grotte (terre) qui n'est pas reconnue comme Terra.

## Épisodes

### Première saison (2007—08)
1. Le Temps des héros [1/2] (Age of Heroes [1/2])
L'épisode commence avec les Storm Hawks en direction de Terra Atmosia pour vous inscrire comme un escadron officiel Seigneurs du Ciel. Quand ils arrivent les citoyens de Atmosia presque les confondre avec les Storm Hawks d'origine, mais un homme corrige grossièrement les autres citoyens juste avant que les Aigles Rouges descendre la route et après le Seigneur du Ciel de la Carver Escadron les insulte la tête Aigles pour la Tour Beacon . Les Storm Hawks tête, puis à effectuer un escadron officiel, ils réussissent presque, jusqu'à ce que le bureaucrate en charge se rend compte qu'ils sont trop jeunes pour être fait un escadron officiel. Pendant ce temps, les Aigles Rouges arrivent à la Tour Beacon et après avoir demandé leur Seigneur du Ciel Carver pourquoi ils étaient là, il proclame sa loyauté envers le Maîtresse Cyclonis et déchaîne une vague d'énergie sur le peloton. Peu après, les Storm Hawks négligées remarquez la tour de balise a mystérieusement fermé, et la tête sur une enquête. Dehors, ils viennent à travers l'équipe et leurs Air Skimmers, remarquant l'équipe ont été transformés en statues ils entrent dans la tour et une fois qu'ils atteignent le sommet, ils trouvent Carver, le chef des Aigles Rouges, voler l'Aurora Stone. Carver admet trahir Atmosia et se joindre à la Cycloniens et batailles Aerrow.
Aerrow parvient à vaincre Carver en utilisant son nouveau trouvé mouvement de signature appelé le Lightning Claw. Lorsque Maîtresse Cyclonis entend parler de l'échec de Carver, elle envoie Dark Ace avec Ravess et bécassines pour terminer la mission de Carver. Lorsque les Cycloniens arrivent à la Terra les Storm Hawks défendre la colonie avec Aerrow par rapport à Dark Ace, Finn contre Ravess, Junko contre Snipe et Piper et Stork exploitation Le Condor comme ils échangent le feu avec le Destructeur Cyclonien. Les Storm Hawks sont incapables de repousser la flotte de la Cyclonien Griffes avec Junko battant Snipe, Ravess abattre Finn (la première fois son Skimmer est coupé en deux), les boucliers Les Condors se jaillirent, et Aerrow est vaincu, mais épargnés par l'As sombre et l'Aurora Pierre est volé. La résolution Storm Hawks à la tête de Terra Cyclonia pour le récupérer.
2. Le Temps des héros [2/2] (Age of Heroes [2/2])
Avec volé l'Aurora Stone, chaque escadron des Seigneurs du Ciel à unir leurs forces Atmos pour récupérer, seulement pour échouer lamentablement quand Dark Ace utilise son pouvoir contre eux dans une seule explosion contre l'ensemble de la flotte Seigneurs du Ciel. En utilisant le cristal pour alimenter son moteur Tempête, Maîtresse Cyclonis prévoit d'effacer tous les terra Atmos simultanément. Pendant ce temps, les Storm Hawks monter leur propre mission pour récupérer le cristal, optant pour l'utilisation furtif sur la force brute. Alors que le reste de son équipe se faufile à travers de nombreux passages souterrains de Cyclonia qui Stork et Piper prennent dans le Condor et par l'utilisation de supports de beignet qui Finn et Junko utilisent pour le passage et pour les collations, Aerrow fournit une distraction à l'extérieur, en battant Maîtresse Cyclonis ' minions un par un, même Dark Ace. Dans la forteresse, l'équipe est aidée par Starling, une Seigneur du Ciel solitaire qui avait infiltré les rangs Cyclonien avant la pierre a même été volé. Lorsque Finn et Junko sont sur leur chemin pour ouvrir une trappe pour Stork et Piper (bien qu'ils aient leur propre problème avec les Raptors ') Finn spies l'Aurora Pierre dans les quartiers de Maîtresse Cyclonis et convainc Junko pour l'aider à bien qu'ils abandonneraient le plan . Quand ils sont sur le point de réussir, ils sont découverts par le Maîtresse Cyclonis elle-même et sont ballottés INSIDE the Storm Engine à vaporiser et même s'ils essaient tout ce qu'ils peuvent penser qu'ils ne peuvent pas percer. L'équipage du Condor se coince sous la trappe d'évacuation tandis que les Raptors approuch avec un canon.
Après avoir vaincu l'As Sombre terres Aerrow dans le hangar principal de la Forteresse Cyclonien (lui le seul à vaincre l'as foncé dans un ciel Duel faisant) et est confronté à près de cinquante gardes si l'un d'eux jette une gernade qui étourdit le reste de les gardes et se révèle être Starling, une Seigneur du Ciel. Quand ils arrivent à Storm Engine Starling Maîtresse Cyclonis combat Cyclonis mais perd juste avant que Dark Ace arrive à backstab Aerrow. En fin de compte, Aerrow est obligé de détruire l'Aurora Pierre pour arrêter la tempête Engine, libérant Finn et Junko qui échappent par la trappe d'entretien et de la force de Junko est suffisant pour unlogde Le Condor qui atterrit sur les Raptors si elle ne les tue pas tout Aerrow, Starling, et RADARR échapper Air Skimmer de Aerrows alors que la tempête moteur explose et le retour escadron Terra Atmosia et sont interrogés au sujet de leurs actions concernant l'Aurora Pierre, mais avec le témoignage de Starling cela est considéré comme une perte acceptable. Malheureusement, leur âge empêche toujours les Storm Hawks de s'inscrire comme un escadron officiel, bien que cela ne les dérange. L'épisode se termine avec le Maîtresse Cyclonis réveiller Dark Ace pendant qu'elle utilise ses pouvoirs pour reconstruire la salle Storm Engine était tout en prédisant la bataille pour l'Atmos vient de commencer.
3. La Terra Gale se rebiffe (Gale Force Winds)
Wren, sa petite fille Dove et la poule ont formé le mouvement de résistance de terra Gale contre les attaques cycloniennes. Mais cette fois, Dark Ace est intervenu avec quatre buzzards. Dove a tiré un robinet avec la catapulte et Wren, à l'aide de son cristal de vent, a orienté le robinet vers un des buzzards, qui a été touché. Dark Ace s'est servi de son cristal à boules d'énergie et en a tiré une vers Wren et Dove qui ont juste eu le temps de l'esquiver. Tandis que Dove était par terre, Dark Ace l'a attrapée (sans avoir touché à la poule) et emmenée pour qu'elle travaille dans l'usine de raffinerie des cristaux installée à côté depuis quelques années.
Assez loin de là, Aerrow, Finn et Radarr sont en train de s'amuser à piloter dans un canyon et reviennent ensuite au Condor. L'équipe décide d'aller à terra Tropica et ils doivent passer par terra Gale. La route est longue, Stork est fatigué de piloter lorsqu'il entend l'alarme du Condor : une toilette lancée par Wren les percute. L'équipe part en reconnaissance pour voir ce qui se passe et lorsqu'ils arrivent, ils sont surpris par une attaque de 3 avions cycloniens. Deux sont détruits, le dernier tente de tirer sur Aerrow lorsqu'il est percuté par un matelas lancé par Wren. Celui-ci se fait repérer par les Storm Hawks qui décident d'aller le voir. Wren croit que ce sont des cycloniens et leur tend un piège. L'équipe finira par lui faire savoir qu'ils ne sont pas cycloniens. Le soir, Wren leur explique ce que les cycloniens ont fait ; Aerrow décide qu'ils vont aller chercher Dove et les seigneurs du ciel qui sont faits prisonniers. Finn se plaint qu'ils vont encore aller dans une mission dangereuse jusqu'à ce qu'il voie la photo de Dove.
La nuit, dans le Condor, ils élaborent un plan : Finn doit aller jeter un cristal d'eau dans une des cheminées de l'usine, ce qui produira beaucoup de vapeur, et le reste de l'équipe pourra s'infiltrer en douce dans l'usine.
À cause de la vapeur, ils s'écrasent et déclenchent l'alarme ; les gardes sont partout. Aerrow et Finn se déguisent en gars de la maintenance, et Junko et Piper en gardes. Par la suite, Finn trouve Dove qui essayait de s'échapper. Ils vont ensuite délivrer les seigneurs du ciel qui sont prisonniers. Ils finissent par retrouver leurs motos, Finn essaie de séduire Dove pour qu'elle monte avec lui mais elle va avec Piper. Tout le monde retourne tranquillement vers terra Gale lorsque Dark Ace les intercepte, accompagné de 4 buzzards.
Aerrow et Dark Ace vont se battre entre eux et tous les deux vont essayer de faire la technique La Foudre Des Grands Aigles, qu'ils maîtrisent tous les deux très bien. De leur côté Piper et Dove ont deux buzzards qui les poursuivent, Junko les prend en chasse et les expulsent tous les deux de leur avion. L'équipe se remet alors en groupe et ils montent par-dessus les nuages pour surprendre les buzzards. Comme d'habitude, Finn se fait couper son avion en deux par Dark Ace. Il est en chute libre et atterrit sur l'hélicoptère de Piper qui le fait tomber sur l'avion de Junko. Ceux-ci se font prendre en chasse par Dark Ace qui leur lance une boule d'énergie qui va faire tomber l'avion de Junko vers Les Terres de Lave. Dark Ace est ensuite intercepté par Aerrow et ces deux vont se combattre en corps à corps. Pendant ce temps, Junko et Finn tombent toujours lorsque Piper et Dove les accrochent à leur hélicoptère. Aerrow et Dark Ace se battent toujours en corps à corps lorsque Dark Ace a l'avantage face à Aerrow, celui-ci regagne donc son avion et va, poursuivi par Dark Ace, dans le canyon du début de l'épisode. Dark Ace y écrase son avion, tombe en chute libre et perd son cristal à boules d'énergie qu'Aerrow rattrape en vol. Dark Ace est rattrapé par le dernier buzzard restant et tente de reprendre son cristal mais face à Aerrow, Piper et Dove, Finn et Junko, les seigneurs du ciel qui ont été délivrés et qui viennent les aider et le Condor, il abandonne et retourne à Cyclonia.
À la fin, Wren les remercie de tout ça et leur donne son cristal de vent.
4. Le Tournoi de Terra Rex (The Code)
5. Panne de temps (Tranquility Now)
6. Amies pour toujours (Best Friends Forever)
7. La Gorge noire (The Black Gorge)
Tout en prenant un raccourci sur la gorge noire, les Storm Hawks sont bloqués par son champ d'énergie du cristal de drainage. Afin de rétablir le pouvoir et échapper, les Storm Hawks partit pour la première place dans la Gorge Noire, où la lumière du soleil peut être trouvé, afin d'alimenter un cristal Solaris avec la lumière du soleil. Dirigé par un Stork réticents et un animal indigène mignon qui Junko appelle M. Cheepers, les Storm Hawks éviter un horrible monstre après l'autre, y compris Metal-manger chauves-souris VULCA, plantes carnivores, Tar Living et serpentines Eels jusqu'à ce qu'ils atteignent la lumière du soleil, seulement pour constater qu'il transforme leur guide animal et un troupeau de créatures comme lui dans massives sloths Spikey aux cheveux Poison dents en colère. Heureusement, toutes les horreurs de la gorge ne sont pas moins hostiles aux paresses eux-mêmes, permettant aux Storm Hawks d'échapper.
8. Commandant Finn (Absolute Power)
9. Course du Saharr (Velocity)
10. La Glace et le Feu (Fire and Ice)
Les Raptors se rendent à terra Blizzaris où ils veulent faire du surf. Mais ils se rendent vite compte que la terra a été transformée en désert de glace.
Pendant ce temps, les Zéros Absolus font des compétitions hivernales et s'amusent (en moto-neige), font des cascades impossibles et ont l'air un peu fous, même s'ils ont mal, ils hurlent en faisant yo des doigts. Les Storm Hawks assistent au festival. Tout le monde aime ça, sauf Stork et Piper qui s'en vont plus loin. Piper aperçoit alors le cristal de Blizzard, Stork reçoit soudainement une boule de neige lancée par Junko qui faisait une bataille avec Finn. Stork, supportant mal le froid, décide de retourner dans le Condor. Sur un volcan éteint plus loin, les Raptors aperçoivent le festival et complotent contre eux.
Junko participe à un concours de manger des tartes glacées contre Billy Rex et un autre membre des Zéros. La sirène sonne, Junko prend une tarte et la croque mais elle est complètement gelée. Il casse la tarte avec son poing, avale les miettes mais il se gèle le cerveau. Dans le Condor, Stork essaie de remettre le chauffage mais n'y arrive pas. Billy Rex propose aux Storm Hawks de venir avec eux en moto-neige, Piper dit qu'elle est contente de les accompagner mais Billy Rex répond que les filles n'ont pas le droit de venir. Piper est déçue jusqu'à ce que Suzi Lu lui dise que 'est elle le seigneur du ciel de Blizzaris. Stork trouve son détecteur de chaleur dans le Condor et découvre de la vapeur dans une grotte et décide d'y aller. Suzi Lu et tous les autres s'amusent avec le cristal de Blizzard.
Pendant ce temps, les garçons vont dans des grottes et font des cascades. Stork, dans sa grotte découvre les Raptors qui jettent des cristaux dans le volcan pour réchauffer la terra. Il se cache derrière l'entrée mais Hoerk le surprend derrière lui et dit à Repton qu'il est là. Stork tente de s'échapper mais se heurte à une paroi de glace transparente. Il est coincé par les Raptors de l'autre côté et tente de leur faire croire qu'il maîtrise les arts martiaux mais ça marche moyennement... il réussit à les aveugler temporairement à l'aide d'un appareil qui émet un flash photographique, Leugey se colle la langue sur une paroi de glace et Stork repart en courant.
En haut du volcan, les garçons sont en train de bavarder lorsqu'ils voient des geyser provoqués par les Raptors qui engendrent une avalanche. En bas aussi, ils ressentent les geysers, Suzi Lu les transforme en glace. Les Raptors sont en train de décoller la langue de Leugey et Repton décide de se venger. Mais Leugey doit rester pour continuer à jeter les cristaux dans le volcan. De retour dans le Condor, Stork essaie de le démarrer mais n'y arrive pas.
Les Zeros et Aerrow, Finn, et Junko remontent a la surface de la neige qui les a engloutis, mais deux membres des Zeros Absolus hurlent, et une avalanche les engloutit à nouveau.
Les Raptors s'infiltrent dans le Condor, l'alarme du vaisseau sonne mais Stork est pret à les recevoir : il commence par couper la lumière, Spitz la rallume mais Stork l'électrocute. Hoerk dégaine son épée double mais Stork allume un électro-aimant sous son adversaire et tout ce qui est métallique à proximité lui tombe dessus. Repton dit qu'ils se font avoir trop facilement mais il marche sur une corde qui est reliée a un seau rempli de goudron qui lui tombe dessus. Leugey boude un peu de ne pas pouvoir être venu et à être obligé de jeter des cristaux dans le volcan, mais jette la caisse complète de cristaux dans le volcan ce qui cause une éruption.
En bas il y a plusieurs geysers en même temps, les filles repèrent l'éruption et déclenchent l'alarme. En haut, les garçons remontent leurs moto-neiges et entendent l'alarme, ils repèrent une coulée de lave et partent.
Dans le Condor, les Raptors aperçoivent une ombre, Repton bondit dessus mais c'était Leugey qui les avait rejoint. Il informe son chef de ses actes et tout le monde ressent un tremblement de terre.
Les garçons poussent leurs moteurs au maximum mais Junko se fait rejoindre par la lave, il saute sur le véhicule de Finn. Radarr se brûle la queue et la lave rejoint Billy Rex qui saute sur le véhicule d'un autre.
En bas, les filles font évacuer tous les habitants et Suzi Lu crée un mur de glace. Stork, peu inquiet, siffle, mais les Raptors arrivent dans la salle de contrôle. Stork est pris au piège mais lorsqu'il aperçoit qu'ils sont debout juste sur une plaque à ressort, il les éjecte du vaisseau. Il aperçoit le volcan en éruption, réussit à remettre le chauffage et se place en bas pour que les habitants de la terra puissent embarquer. Dans la montagne, les garçons, dont toutes les moto-neiges ont fondu, sont serrés sur un rocher. Piper convainc Suzi Lu d'arrêter l'éruption avec le cristal de blizzard, toutes les deux y vont et jettent le cristal dans le volcan qui s'éteint.
Spitz essaie de réparer la seule moto qui leur reste (l'autre a fondu dans la lave), sans grand succès.
11. La prophétie (King for a Day)
12. Terra sans fond (Terra Deep)
13. Les Cristaux sangsues (Storm Warning)
14. Tonton Junko (A Little Trouble)
15. Du Rosen Yoga, sinon rien ! (Thunder Run)
16. L'Évasion (Escape!)
Aerrow et Radarr sont capturés et emmenés dans la prison haute sécurité de terra Zartacla.
Les compères s'évadent en sortant d'un trou creusé sous un mur de la prison, mais Mr Moss les cherche. Aerrow et Radarr courent rapidement loin de la prison. Mr Moss et son équipe de deux gardes sont bien décidés à les rattraper. Ils vont chercher les bêtes de traque et les corbeaux qui permettent de repérer les évadés à partir du ciel. Pour tromper les bêtes de traque, Aerrow va mettre les habits de Radarr sur un pantin mobile. Les corbeaux voient le pantin qui bouge et tournent au-dessus de lui, les bêtes de traque se précipitent sur lui et le ramènent à Mr Moss. Celui-ci voit le pantin et leur donne le chapeau qu'Aerrow avait perdu et qu'il a trouvé pour que les bêtes de traque aient une nouvelle piste. Aerrow les entend et dit à Radarr de camoufler son odeur avec de la boue. Aerrow décide alors que lui et Radarr se séparent. Aerrow part dans la direction du courant de la rivière mais bien vite il ne peut plus avancer car la rivière tombe en chute juste devant lui et derrière se trouvent Mr Moss, son équipe de gardes et les bêtes de traque. Aerrow décide alors de sauter dans la chute. Haimish trouve en bas de la chute la manche de l'habit d'Aerrow, mais celui-ci est caché dans un arbre au-dessus. Pendant ce temps, Radarr se fait poursuivre par un corbeau dont il se débarrasse en montant et en tombant d'un arbre. Il fait à ce moment tomber les restes d'une moto qui étaient coincés dans l'arbre, une clé anglaise tombe alors sur sa tête. Mr Moss trouve les empreintes d'Aerrow et les bêtes de traque les sentent. Pendant ce temps Aerrow déchire son habit et se camoufle avec de la terre. Ensuite il casse une roche pour en sortir ses cristaux, et il tend des pièges aux gardes. Il approche deux cristaux qui vont ainsi créer un champignon de fumée pour que les corbeaux tombent par terre. Un garde et les deux bêtes de traque tombent dans ses pièges, mais pas Mr Moss. Il veut alors plus de gardes de sa prison car il en a presque plus. Pendant ce temps, Radarr remet à neuf la moto qu'il a trouvée. Mr Moss, lui, retourne à la prison chercher sa moto, la transforme en hélicoptère et, à l'aide de son fouet, crée des roues à dents de scie qui vont aller couper les arbres, de façon à repérer Aerrow. Il le trouve et, avec tous les gardes qui sont arrivés, Aerrow se retrouve bloqué. C'est alors que Radarr arrive avec la moto qu'il a réparé. Lui et Aerrow s'enfuient avec, et Mr Moss les prend en chasse. Mais la roue de la moto s'est enlevée et ils sont obligés de se transformer, Mr Moss fait de même. Dans les airs, Aerrow fait un looping arrière pour se poster derrière Mr Moss. Celui-ci va se poster derrière eux et tire avec le canon de son hélicoptère, Aerrow va éviter les tirs mais avec son fouet Mr Moss coupe un bout d'aile de l'avion. Mais bientôt, tout l'avion tombe en pièces, Aerrow et Radarr se tiennent debout sur un réacteur et surfent dessus, mais heureusement, le Condor vient les chercher. Aerrow saute du réacteur qui se retourne vers Mr Moss, les pales de son hélicoptère se détachent, et Mr Moss tombe vers la terra. Dans le Condor se trouvent tous les détenus de la prison dans la salle principale. Mr Moss revient à la prison et découvre qu'Aerrow n'était qu'une diversion...
17. La Cité interdite (Forbidden City)
18. Léviathan (Leviathan)
19. Clone à tout faire (InFinnity)
20. Terra Neon (Terra Neon)
Pendant des vacances sur Terra Neon, les Storm Hawks découvrir le carnaval terra normalement actif dépourvu de vie, à l'exception d'un seul lieu des auditions pour un spectacle. Ils découvrent bientôt que toute la terre a été asservi par deux producteurs à la recherche de la prochaine grande chose, et les Hawks Storm sont leurs derniers essais. Un par un les Storm Hawks sont rejetés et capturés, ne laissant que Stork, dont la poésie "doom" impressionne les producteurs. Comme les deux producteurs pourchasser Stork, les Storm Hawks TRICK-les en s'échouement dans les Wastelands. Cependant, alors que Terra Neon est maintenant libre des producteurs, on ne peut pas être dit pour Ravess et ses Griffes. À la fin, Tomboys de Aerrow chanter "Seigneurs du Ciel Lisse" au stade Terra Neon.
21. Rock Polaris (The Storm Hawks Seven)
22. L'Académie des Buzards (Talon Academy)
23. La Sirène des ténèbres (Siren's Song)
24. À la recherche du serpegris (Calling All Domos)
25. Entraînement intensif (The Lesson)
26. Condor à vendre? (Dude, Where's My Condor?)

### Deuxième saison (2008—09)
1. Le massacreur masqué (The Masked Masher)
2. Ennemis publics numéro un (Atmos, Most Wanted)
3. Statosphère (Stratosphere)
4. Le feu au lac (The Last Stand)
5. La vie à deux (Life with Leugey)
6. Qu'est-ce que Eu Dans Finn? (What Got Into Finn?)
7. Une vie de Princesse (Royal Twist)
8. Seconde chance (Second Chances)
9. Radarr et ses poulettes (Radarr Love)
10. Scout un jour, scout toujours (Scout's Honor)
11. Tant qu'il y aura des dragons (Sky's End)
12. Le grand nettoyage (Five Days)
13. Accors et accrocs (Energy Crisis)
14. La créature du lac (Dark Waters)
15. Un fan unique (Number One Fan)
16. Le colonel au coeur tendre (Colonel of Truth)
17. Vacances de rêve (Shipwrecked)
18. La raison du plus fort (Power Grab)
19. Séance privé (Home Movie Night)
20. Le début d'une grande histoire (Origins)
21. Ultra-classe attitude (The Ultradudes)
22. La dure loi des Torgnoles (A Wallop For All Seasons)
23. Revanche (Payback)
24. La clef (The Key)
25. Le règne de Cyclonia [1/2] (Cyclonia Rising [1/2])
26. Le règne de Cyclonia [2/2] (Cyclonia Rising [2/2])

## Dans d'autres médias

### Bandes dessinées
En mai 2009, DMF Comics et Beach Creative Studios auraient travaillé sur une série de bandes dessinées pour Storm Hawks. Lors de la Toronto Anime Con 2009, 50 exemplaires « ashcan » d’un numéro spécial #1 ont été distribués. Il comportait une histoire, une nouvelle et quelques pin-ups de divers artistes. En juillet 2009, le livre a été mis à la disposition des revendeurs pour une sortie en septembre. Seul le numéro 1 a été publié.
Une mini bande dessinée intitulée « Storm Hawks: The Escape » est incluse gratuitement avec la sortie de la région 2 du DVD de la série, Saison 1 Volume 1.